# Astronidium pickeringii
Astronidium pickeringii är en tvåhjärtbladig växtart som först beskrevs av Asa Gray, och fick sitt nu gällande namn av Erling Christophersen. Astronidium pickeringii ingår i släktet Astronidium och familjen Melastomataceae. Inga underarter finns listade i Catalogue of Life.